# Хенил
Хенил (на испански: Río Genil) е река в Южна Испания (автономна област Андалусия), ляв приток на Гуадалкивир. Дължина 358 km, площ на водосборния басейн 8278 km².

## Географска характеристика
Река Хенил води началото си на 2759 m н.в., от северното подножие на най-високия испански връх Муласен (3480 m) в планината Сиера Невада, в южната част на провинция Гранада. В горното и средно течение тече на запад през планински, полупланински и хълмисти райони на планинската система Кордилиера Бетика, като по течението ѝ се редуват тесни участъци и котловинни разширения (котловината Гранада). При град Пуенте Хенил навлиза в североизточната част на Андалуската низина, като тук долината ѝ става широка, а течението бавно и спокойно с множество меандри. Влива се отлява в река Гуадалкивир (от басейна на Атлантическия океан), на 42 m н.в., на 3 km западно от град Палма дел Рио, в провинция Кордоба.
Водосборният басейн на Хенил обхваща площ от 8278 km², което представлява 14,53% от водосборния басейн на река Гуадалкивир. На север и югозапад водосборният басейн на Хенил граничи с водосборните басейни на реките Гуадахос, Рио Саладо, Гуадиана Менар и Корбонес (леви притоци на Гуадалкивир), а на юг – с водосборните басейни на реките Гуадалфео, Гуадалорсе и други по-малки, вливащи се директно в Средиземно море).
Основени притоци:
- леви – Дилар, Касин, Лос Егуас, Бланко;
- десни – Майтено, Коломера, Ансур, Кабра.[1]

Река Хенил има предимно дъждовно подхранване с ясно изразено зимно и пролетно пълноводие и лятно и есенно маловодие. Среден годишен отток в долното течение 40 m³/sec.

## Стопанско значение, селища
Река Хенил има важно хидроенергийно и иригационно значение. В горното ѝ течение и по левият ѝ приток Касан са изградени няколко язовира („Иснахар“, „Кардебиля“ и др.) с ВЕЦ-ове в основата на прнеградните им стени. В Андалуската низина голяма част от водите ѝ се използват за напояване.
Долината ѝ е гъсто заселена, като най-големите селища са: Гуехар Сиера, Гранада и Лоха (провинция Гранада), Иснахар, Пуенте Хенил и Палма дел Рио (провинция Кордоба), Есиха (провинция Севиля).